# Lavezares
Lavezares è una municipalità di quinta classe delle Filippine, situata nella Provincia di Northern Samar, nella regione di Visayas Orientale.
Lavezares è formata da 26 baranggay:
- Balicuatro
- Bani
- Barobaybay
- Caburihan (Pob.)
- Caragas (Pob.)
- Cataogan (Pob.)
- Chansvilla
- Datag
- Enriqueta
- Libas
- Libertad
- Macarthur
- Magsaysay

- Maravilla
- Ocad (Pob.)
- Sabong-Tabok
- Salvacion
- San Agustin
- San Isidro
- San Jose
- San Juan
- San Miguel
- To-og
- Urdaneta
- Villa
- Villahermosa